# لیتلبورو، گریتر منچستر
لیتلبورو (به انگلیسی: Littleborough) یک شهرک در بریتانیا است که در منچستر بزرگ واقع شده‌است. لیتلبورو ۱۲٬۳۷۰ نفر جمعیت دارد.